# Sickenhöfer See
Der Sickenhöfer See ist ein künstliches Stillgewässer in der Gemeinde Babenhausen im Landkreis Darmstadt-Dieburg in Hessen..

## Geographie
Der Sickenhöfer See ist maximal circa 800 m lang und maximal circa 400 m breit, seine Wasserfläche beträgt circa 20 ha. Im Südwesten fließt der Länderbach, ein Zufluss des Ohlebachs, nahe am See vorbei.